# Senonchamps
Senonchamps est un village de l'Ardenne belge, sis au Nord-Ouest de la ville de Bastogne, dans la province de Luxembourg. Avant la fusion des communes, il faisait déjà partie de la ville et commune de Bastogne (Région wallonne de Belgique).

## Situation
Senonchamps est le village le plus occidental de la commune de Bastogne dont le centre de la ville se situe à environ 4 km à l'Est. Quatre routes qui deviennent rues sont bordées de constructions anciennes et nouvelles menant à un carrefour où se trouve l'église Saint-Remacle. Ce village du plateau ardennais se trouve à une altitude allant de 510 m à 550 m.
Le 50e degré de latitude nord traverse le village.

## Patrimoine
- La chapelle dédiée à saint Remacle a la particularité d'avoir été édifiée par les habitants du village même sans aucune aide publique. Elle a été bâtie en moellons de grès vers 1935[1]. Endommagée durant la Bataille des Ardennes, elle a été restaurée.
- L'ancienne chaussée romaine de Metz à Tongres passe par Senonchamps. Traversant du Nord au Sud, et à l'Est du centre du village, la voie romaine n'est plus qu'un chemin de terre sur le territoire de Senonchamps.

## Vie économique
- Un parc de 6 éoliennes a été implanté entre Senonchamps et Villeroux (commune de Vaux-sur-Sûre)
- Senonchamps possède une piste de ski de fond (altitude 550 m).
- Le centre de villégiature et de loisirs de la Défense nationale (OCASC) se trouve à Senonchamps.